# Boma
Boma lub Mboma – miasto w zachodniej części Demokratycznej Republiki Konga, w prowincji Kongo Środkowe, nad estuarium rzeki Kongo. 171 552 mieszkańców w 2004. Najstarsza europejska osada w Zairze.
Boma jest miastem portowym nad rzeką Kongo, ok. 100 km od ujścia do Oceanu Atlantyckiego. Mieści się tu drugi co do wielkości port D.R. Konga, który obsługuje także statki oceaniczne. W mieście rozwinął się przemysł spożywczy, drzewny oraz metalowy. W mieście znajduje się port lotniczy Boma.
Miasto zostało założone w XVI wieku przez handlarzy niewolnikami z różnych krajów europejskich, jako port ich przeładunku i wywozu, głównie do obu Ameryk. Handel ten spoczywał tutaj przede wszystkim w rękach firm holenderskich, ale też brytyjskich, francuskich i portugalskich.
9 sierpnia 1877 do Bomy dotarł Henry Morton Stanley po przejściu Afryki ze wschodu na zachód.
W roku 1884 mieszkańcy Bomy „przyznali” sprawowanie protektoratu nad swoim krajem Międzynarodowemu Stowarzyszeniu Konga (fr. Association internationale du Congo), które zostało założone 17 listopada 1879 przez Leopolda II, króla Belgii. W ten sposób Kongo stało się jego prywatną własnością.
Do roku 1927 Boma było stolicą Konga Belgijskiego.